# Кэмпбелл, Джордж Вашингтон
Джордж Вашингтон Кэмпбелл (англ. George Washington Campbell; 9 февраля 1769, Тонг, Шотландия — 17 февраля 1848, Нашвилл, Теннесси) — американский юрист, государственный деятель, дипломат, сенатор, 5-й министр финансов США.

## Биография
Джордж Вашингтон Кэмпбелл родился в шотландском городке Тонг в 1769 году, в 1772 году вместе с родителями переехал в Северную Каролину. В 1794 году он окончил Колледж Нью-Джерси (ныне Принстонский университет), изучал юриспруденцию. Кэмпбелл открыл юридическую практику в Ноксвилле, штат Теннесси. Как представитель Демократическо республиканской партии он с 1803 по 1809 годы был членом Палаты представителей США, занимал пост председателя бюджетного комитета в 10-м Конгрессе. С 1811 по 1814 годы Кэмпбелл замещал ушедшего в отставку Дженкина Уайтсайда в Сенате. В феврале 1814 года он получил должность министра финансов в кабинете Джеймса Мэдисона, но уже в октябре подал в отставку из-за проблем со здоровьем. С 1815 по 1818 годы Кэмпбелл вновь исполнял обязанности сенатора, был председателем бюджетного комитета в 15-м Конгрессе. С 1818 по 1821 годы он был послом США в России.

## Семья
Кэмпбелл был женат на Хэрриет Стоддерт и в их семье сначала родилось трое детей: Джордж, Бенжамин и Элизабет. Все они умерли от тифа в Петербурге в 1818 году. В том же году родился четвертый ребенок, Джордж Вашингтон Кэмпбелл, получивший имя в память умершего брата. 24 февраля 1824 года родилась дочь Элизабет Маккей, получившая имя в память умершей сестры. В семье её звали Лизинка, в честь императрицы Елизаветы Алексеевны, личной подруги Хэрриет Стоддерт. В 1863 году она вышла замуж за генерала Конфедерации, Ричарда Юэлла.